# Arroio do Padre
Arroio do Padre este un oraș în Rio Grande do Sul (RS), Brazilia. 